# جيمس كامبل
جيمس كامبل (بالإنجليزية: James Campbell (postmaster general))‏ (و. 1812 – 1893 م) هو سياسي، وقاض، ومحام من الولايات المتحدة الأمريكية ولد في فيلادلفيا، بنسيلفانيا.
وهو عضو في الحزب الديمقراطي الأمريكي .